# Robert Riefling
Robert Dankwart Leo Riefling, né le 17 septembre 1911 à Aker et mort le 1er juillet 1988, est un pianiste et un musicien enseignant norvégien. Il est considéré comme l'un des plus grands pianistes scandinaves, il a donné des concerts dans de nombreuses villes du monde. Il a été professeur à Copenhague à partir de 1967 puis à Oslo dès 1973.

## Biographie
Riefling est né à Aker, fils du musicien Albert Heinrich Theodor Riefling et d'Ingeborg Louise Rollag. Son frère Reimar Riefling était aussi pianiste. Il a été marié trois fois, avec la pianiste Amalie Christie, puis à Borghild Hammerich et à Bibbi Lindstrøm.
Riefling fait son premier concert en 1922 avec l'Orchestre philharmonique d'Oslo. Il a étudié le piano à Oslo avec Nils Larsen, et à partir de 1928 en Allemagne avec Karl Leimer, Wilhelm Kempff et Edwin Fischer. En 1936, il a remporté le premier prix au concours Interskandinavisk konkurranse de Copenhague. Il a aussi remporté le prix 6e Concours Ysaye à Bruxelles en 1938. En 1941 avec son frère, il a fondé le Rieflings Klaverinstitutt. Durant l'occupation de la Norvège par l'Allemagne nazie, il a été arrêté et interné aux camps de Bredtveit et de Grini de 1942 et 1943. Il est aussi reconnu pour ses interprétations des œuvres de Johann Sebastian Bach, dont Le Clavier bien tempéré qu'il avait étudié tout en étant emprisonné. Il a enregistré plus de 60 albums, dont toutes les sonates de Beethoven, de Haydn et Mozart et toutes les œuvres de Fartein Valen. Il a aussi interprété en première audition des œuvres des compositeurs contemporains Klaus Egge, Harald Sæverud et Johannes Rivertz. En 1967, il a été nommé professeur à l'Académie royale danoise de musique de Copenhague, et professeur à l'Académie norvégienne de musique dès sa création en 1973.

## Distinctions
- Chevalier de l'ordre de Dannebrog

## Discographie
- Rondo amoroso (HMV DA 11902). 78-plate innspilt i København 5. april 1948. Samme melodi utgitt på HMV DB 5296 og HMV 7PM, innspilt i København juni 1950
- Kjempeviseslåtten (HMV DB 5296), innspilt i København 8. juni 1950
- Kjempefiseslåtten/Rondo amoroso (HMV, 7-XNA-116, 1971)
- To folkeviser Op. 3 Blåbukken/Pål sine høner (HMV NBLP 2). Arrangert Rievertz
- Klaus Egges Klaverkonsert nr. 2 Variasjoner og fuge over Solfager og Ormekongen (Mercury MG 90003, ca. 1955). Med Oslo Filharmoniske orkester dir. Øivin Fjeldstad i 1950
- Ludwig van Beethoven Piano Sonatas, Vol. V (MHS OR 189)
- Beethoven – Piano Sonatas Vol. X (29 & 30) (MHS OR 194)
- Grieg, piano concerto (Allegro Records (UK), ALL 719, LP, 1964). Oslo Filharmoniske Orkester dir. Odd Grüner-Hegge
- Franz Berwald – Piano Quintet No. 1 In C Minor; Piano Quintet No. 2 In A Major (H-1113, England, 1966). Benthien Quartet.
- Das wohltemperierte Klavier Bach, (5 LP-plater, Philips 416343-48, 1985). Musikk av Bach, i anledning Bachåret (300 år) og 60-års jubileum for Rieflings debut.
- Til mitt publikum (Simax, 1986). Til 75-årsdagen.
- Interprets Bach (SIMAX PSC 1030, 1987)
- Beethoven: Piano sonatas no. 18 & no. 32 (SIMAX PSC 1048, 1988)
- Das wohltemperierte Klavier Bach,(SIMAX, to CD-sett, 1988)
- Great norwegian performers 1945-2000 (SIMAX, 2009). Riefling m.fl.